# Rhynchonkos
Rhynchonkos stovalli es una especie extinta de lepospóndilo que vivió a comienzos del período Pérmico en lo que hoy son los Estados Unidos. El género fue nombrado por Schultze & Foreman (1981), siendo asignado al grupo monotípico Goniorhynchidae por Carroll (1988).